# Canapville, Orne
Canapville är en kommun i departementet Orne i regionen Normandie i nordvästra Frankrike. Kommunen ligger i kantonen Vimoutiers som tillhör arrondissementet Argentan. År 2022 hade Canapville 218 invånare.

## Befolkningsutveckling
Antalet invånare i kommunen Canapville
| Referens: INSEE |